# Patellapis albofasciata
Patellapis albofasciata är en biart som först beskrevs av Smith 1879.  Patellapis albofasciata ingår i släktet Patellapis och familjen vägbin. Inga underarter finns listade i Catalogue of Life.